# Komputer przemysłowy

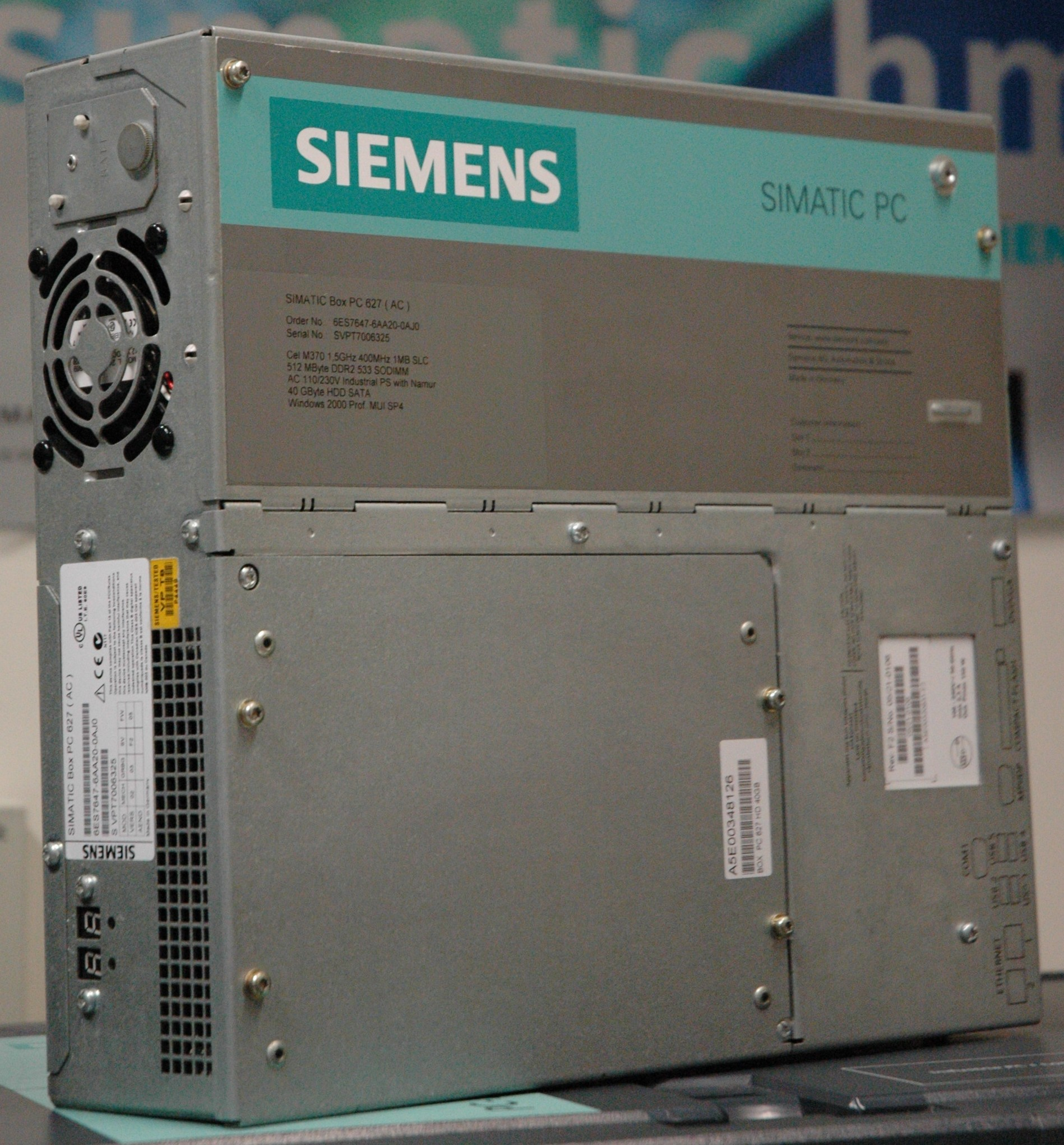
Komputer przemysłowy Siemens SIMATIC PC

Komputer przemysłowy – komputer przeznaczony do działania w warunkach przemysłowych
(np. w halach fabrycznych). Charakteryzuje się większą odpornością na warunki zewnętrzne i zwiększonym poziomem niezawodności działania.

## Rodzaje komputerów przemysłowych
Komputery przemysłowe produkowane są w różnych wariantach i opcjach dostosowanych do indywidualnych  potrzeb branży. Wyróżniamy między innymi: 
- komputery jednopłytkowe,

- komputery modułowe,
- przemysłowe płyty główne,
- mini komputery przemysłowe,
- komputery typu Box-PC,
- komputery All-in-One,
- komputery panelowe,
- komputery do pracy w strefach EX.

### Komputery jednopłytkowe SBC (Single Board Computer)
Komputer jednopłytkowy (SBC) to kompletny, funkcjonalny komputer, w którym na jednej drukowanej płycie głównej znajduje się  mikroprocesor (-y), pamięć RAM,  wejście / wyjście (I / O). Komputery jednopłytkowe w przemyśle stosowane są głównie do zabudowy. Pełnią funkcję wbudowanych kontrolerów komputerowych i służą do sterowania m.in. automatyką fabryczną czy terminalami POS. 

### Komputery modułowe (COM – Computer On Module)
Modułowe komputery są funkcjonalnymi komputerami jednopłytkowymi przeznaczonymi do wbudowania i integracji z aplikacjami przemysłowymi. Komputery modułowe mogą być dowolnie konfigurowane pod potrzeby konkretnego rozwiązania. W razie potrzeby możliwa jest ich rozbudowa i unowocześnienie.

### Komputery panelowe i komputery  All-in-One
Komputery panelowe i komputery All-in-One składają się z  komputera przemysłowego oraz wytrzymałego odpornego na wilgoć, kurz i piach wielkoformatowego dotykowego panelu LCD.
Komputery panelowe montowane są zazwyczaj w obudowie lub na drzwiach szafy sterowniczej. Komputery All-in-One montowane są na ścianach, wysięgnikach, w pobliżu stacji roboczej lub w pulpicie operatorskim.
Komputery przemysłowe  do pracy w strefach EX
W grupie komputerów przemysłowych znajdują się również specjalne komputery, które projektowane są do pracy w strefach zagrożonych wybuchem  (tzw. strefach EX).
Urządzenia elektroniczne pracujące w pomieszczeniach z materiałami łatwopalnymi, muszą spełniać rygorystyczne normy konstrukcyjne, które minimalizują ryzyko pojawienie się iskrzenia czy nagrzewania powierzchni. Komputery przemysłowe do strefy EX  przechodzą rozbudowany proces certyfikacji. W krajach UE powinny posiadać certyfikat ATEX (fr. „ATmosphère EXplosive”). Standardem globalnym dla tego typu urządzeń jest  międzynarodowym IECEx.

## Zastosowania
Rynkiem dla takich komputerów są głównie zakłady przemysłowe, chociaż można je stosować także jako komputery wbudowane. Zasadniczym celem ich wykorzystania jest kontrola i sterowanie procesami przemysłowymi. Jednak architektura logiczna takiego komputera może być w pełni kompatybilna z komputerami osobistymi klasy PC. Dzięki temu może to być sprzęt do specyficznych zastosowań i jednocześnie dobrze udokumentowany, i powszechnie znany.

## Architektura
W komputerach przemysłowych nie trzeba stosować pamięci masowych o dużych gabarytach, gdyż zazwyczaj wyposażone są w pamięć typu Flash w której umieszcza się system operacyjny i potrzebne aplikacje. Zintegrowana karta sieciowa pozwala na łatwe łączenie takich komputerów w system rozproszony terytorialnie, co może być istotne w dużych zakładach przemysłowych. Często wprost do płyty głównej można przyłączyć wyświetlacz LCD, co pozwala wykorzystać ten komputer do wizualizacji procesu przemysłowego bezpośrednio na hali produkcyjnej. W powszechnie wykorzystywanym standardzie przemysłowym PC-104 produkowanych jest wiele typów kart, takich jak na przykład: modemy telefoniczne, modemy GSM, odbiorniki GPS, karty pomiarowe. Każdy komputer przemysłowy dysponuje jakimś interfejsem transmisji szeregowej, którym może porozumiewać się z urządzeniami dokonującymi bezpośredniego działania na linii produkcyjnej. Najpowszechniejsze to RS-485 i RS-232, coraz silniejszą pozycję mają FireWire i USB. Wciąż nie bez znaczenia pozostaje również port równoległy.

## Wady
Istnieją także pewne niedogodności w używaniu komputerów tego typu, związane z jego budową. Taki komputer to w zasadzie "goła" płytka. Chociaż może pracować w trudnym środowisku, jednak w tej postaci jest nieodporna na uszkodzenia mechaniczne. Pomimo że procesor i chipset skryte są pod radiatorem, pozostałe elementy elektroniczne a także złącza mogą łatwo ulec uszkodzeniu. Dlatego takie komputery umieszcza się w specjalnych obudowach. Obudowy te są gotowe do łączenia w formę szafek, lub do przymocowania na ścianie. Zwykle wyposażone są w silne i wytrzymałe wentylatory chłodzące komputer i przyłączone do niego przez PC-104 karty oraz w zasilacz. 
Druga niedogodność wiąże się z przewodami, kablami i taśmami przyłączanymi do płyty głównej. Komputer jest mały i w sytuacji podłączenia do niego wielu urządzeń peryferyjnych, szybko na niewielkiej przestrzeni powstaje plątanina przewodów. Sprawa komplikuje się jeszcze bardziej, gdy przez PC-104 podłączone zostaną na przykład odbiornik GPS (przewód do anteny), modem (przewód do sieci telefonicznej), karta pomiarowa (kilkanaście a nawet kilkadziesiąt cienkich przewodów, lub jedna taśma) i karta multipleksera.
Upakowanie w pełni sprawnego komputera w tak niewielkiej przestrzeni odbywa się kosztem jego wydajności. Najwyraźniej objawia się to w czasie transmisji po magistrali danych. Karta graficzna zintegrowana z chipsetem nie ma własnej pamięci a wykorzystuje zasoby pamięci RAM komputera, tym samym ograniczając je. Aby zaoszczędzić miejsce, producenci rezygnują z coraz mniej potrzebnego złącza dla stacji dysków.
Trudności te rekompensuje fakt, że raz uruchomiony sprzęt tego typu działa niezawodnie przez długi czas, nawet w ciężkich warunkach środowiskowych.

## System operacyjny i aplikacje
Komputer przemysłowy, dzięki wybraniu procesora o architekturze IA-32, często jest kompatybilny ze zwykłym komputerem osobistym PC. Dlatego można stosować na nim popularne systemy operacyjne takie jak GNU/Linux, Microsoft Windows. Ze względu na zastosowanie w kontrolowaniu procesów, zwykle uruchamiane są na nich systemy operacyjne czasu rzeczywistego takie jak QNX, RTLinux lub Windows CE. Niektórzy producenci dostarczają całościowe rozwiązanie – sprzęt razem z kompatybilnym systemem operacyjnym – na przykład VxWorks.
Niektóre komputery przemysłowe nie mają tak rozbudowanych możliwości podłączenia peryferiów, jak opisane wyżej. Wówczas zbliżają się w architekturze do komputerów wbudowanych. W tym przypadku aplikacje i system operacyjny wgrywane są przez łącze do pamięci komputera przemysłowego z komputera, który jest jego "gospodarzem", na którym oprogramowanie jest tworzone.

## Przykładowa charakterystyka
Cechy charakterystyczne komputerów przemysłowych z danymi przykładowego modelu:
- zwarta budowa (brak "odstających" elementów),
- niewielkie rozmiary (płyta główna zbliżona do kwadratu o boku 10 cm),
- niewielka waga (110 g),
- możliwość dołączenia modułów (karty typu PCI) według standardu PC-104 – forma "wieżyczki",
- niewielki pobór mocy (2 A przy zasilaniu 5 V),
- duża wytrzymałość na warunki środowiskowe - przykładowy komputer przemysłowy może pracować bezbłędnie gdy:
  - temperatura powietrza: 0 C - 60 C (przechowywanie: -40 C - 85 C),
  - wilgotność wynosi: 0% - 95% (ale bez kondensacji pary wodnej),
  - oddziałują na niego wibracje,
  - powietrze jest zapylone,
- brak konieczności stosowania wentylatorów do chłodzenia płyty głównej i procesora,
- chipset ze zintegrowaną kartą graficzną, sieciową, kontrolerem dysków,
- możliwość bezpośredniego podłączenia wyświetlacza LCD do płyty głównej.